# Cheikh Touré
Cheikh Touré (ur. 25 stycznia 1970) – senegalski lekkoatleta, który specjalizował się w skoku w dal. Od 1999 aż do zakończenia kariery w 2003 reprezentował Francję.

## Osiągnięcia
- złoto igrzysk afrykańskich (Harare 1995)
- srebrny medal mistrzostw Afryki (Jaunde 1996)
- 7. miejsce podczas mistrzostw świata (Ateny 1997)

Dwukrotny uczestnik igrzysk olimpijskich - Atlanta 1996 (18. lokata w eliminacjach, brak awansu do finału) oraz Sydney 2000 (20. lokata eliminacjach, brak awansu do finału).

## Rekordy życiowe
- skok w dal - 8,46 (1996) rekord Senegalu
- skok w dal (hala) - 8,17 (1998) rekord Senegalu